# Cozi Zuehlsdorff
Cozi Zuehlsdorff (Condado de Orange, 3 de agosto de 1998) é uma atriz e cantora norte-americana, que ficou conhecida por seu papel como Hazel Haskett nos filmes Dolphin Tale (2011) e Dolphin Tale 2 (2014) e Ellie Blake em Freaky Friday (2018).

## Carreira
Cozi Zuehlsdorff começou atuando em musicais aos 8 anos de idade em sua cidade natal. Seu primeiro grande papel foi como como Hazel Haskett nos filmes Dolphin Tale (2011) e Dolphin Tale 2 (2014). Cozi também cantou a música de abertura (Brave Souls), de Dolphin Tale 2. Ela também apareceu em 2 episódios de Liv e Maddie como Ocean. Cozi também apareceu em 9 episódios da série da Disney: Mega Med, interpretando Jordan. Em 27 de Novembro de 2014 lançou seu primeiro álbum musical: EP, Originals. Em 16 de Março de 2015, Cozi participou da música The Girl com o artista: Hellberg. Em 2 de Janeiro de 2016 a música alcançou 3 milhões de visualizações no Youtube.

## Filmografia
| Ano  | Título                       | Personagem    | Notas        |
| ---- | ---------------------------- | ------------- | ------------ |
| 2011 | Dolphin Tale                 | Hazel Haskett |              |
| 2013 | Winter: The Dolphin that Can | Narradora     | Documentário |
| 2014 | Dolphin Tale 2               | Hazel Haskett |              |
| 2018 | Freaky Friday (2018)         | Ellie Blake   |              |

| Ano       | Título            | Personagem               | Notas                                        |
| --------- | ----------------- | ------------------------ | -------------------------------------------- |
| 2011      | 1st Look          | Ela mesma/Entrevistadora | "Dolphin Tale"                               |
| 2011      | Made in Hollywood | Ela mesma                | Episódio #7.1                                |
| 2013      | Monday Mornings   | Trisha Miller            | Episódio 1.2: "Deus Ex Machina"              |
| 2013      | Sofia the First   | Cantora/Pianista         | Episódio: "Just One of the Princes"          |
| 2013      | Liv and Maddie    | Ocean                    | Episódios: "Steal-A-Rooney", "Kang-A-Rooney" |
| 2013–2015 | Mighty Med        | Jordan                   | Personagem Recorrente, 9 episódios           |
| 2015      | Code Black        | Audrey                   | Episódio: 10 (Cardiac Support)               |
| 2016      | K.C. Undercover   | Pinky Carter             | Desconhecido                                 |

## Discografia

### Originals
Originals é o primeiro álbum EP da atriz e cantora Norte-americana Cozi Zuehlsdorff. Foi lançado em 27 de novembro de 2014  nas mídias digitais: Google Play, iTunes, Spotify e Google Play Music All Access. Cozi também cantou a música Brave Souls que foi tema de abertura do filme Dolphin Tale 2.

### Lista de Faixas
| N.º            | Título                 | Duração |  |
| 1.             | "Overruled"            | 3:28    |  |
| 2.             | "Middle of A"          | 2:42    |  |
| 3.             | "My Jam"               | 3:02    |  |
| 4.             | "Original Originals"   | 3:23    |  |
| 5.             | "Shield"               | 3:56    |  |
| 6.             | "Turn the Light On"    | 3:26    |  |
| 7.             | "That's All She Wrote" | 3:25    |  |
| Duração total: | Duração total:         | 23:23   |  |

### Como artista convidada
- Hellberg - The Girl (feat. Cozi Zuehlsdorff) (2015)
- Rich Edwards - Where I'll Be Waiting (feat. Cozi Zuehlsdorff) (2016)
- Vicetone - Nevada (feat. Cozi Zuehlsdorff) (2016)
- MYRNE - Confessions (feat. Cozi Zuehlsdorff) [Monstercat Release] (2017)